# Club sportif Château-Thierry (basket-ball)
Le CS Château-Thierry est un ancien club féminin français de basket-ball féminin ayant évolué dans l'élite du championnat de France. Le club, section du club omnisports du CS Château-Thierry, était basé dans la ville de Château-Thierry commune du département de l'Aisne.

## Palmarès
- Champion de France : 1950, 1951, 1952

## Entraîneurs
- 1949-1953 :  Maurice Girardot
- 2004-2021 :  Jean-Claude Abouem

## Joueuses célèbres ou marquantes
- Anne-Marie Colchen